# Philonotis amblystegioides
Philonotis amblystegioides är en bladmossart som beskrevs av Fernand Mathieu Hubert Demaret och Potier de la Varde 1957. Philonotis amblystegioides ingår i släktet källmossor, och familjen Bartramiaceae. Inga underarter finns listade i Catalogue of Life.